# Casa Bernini

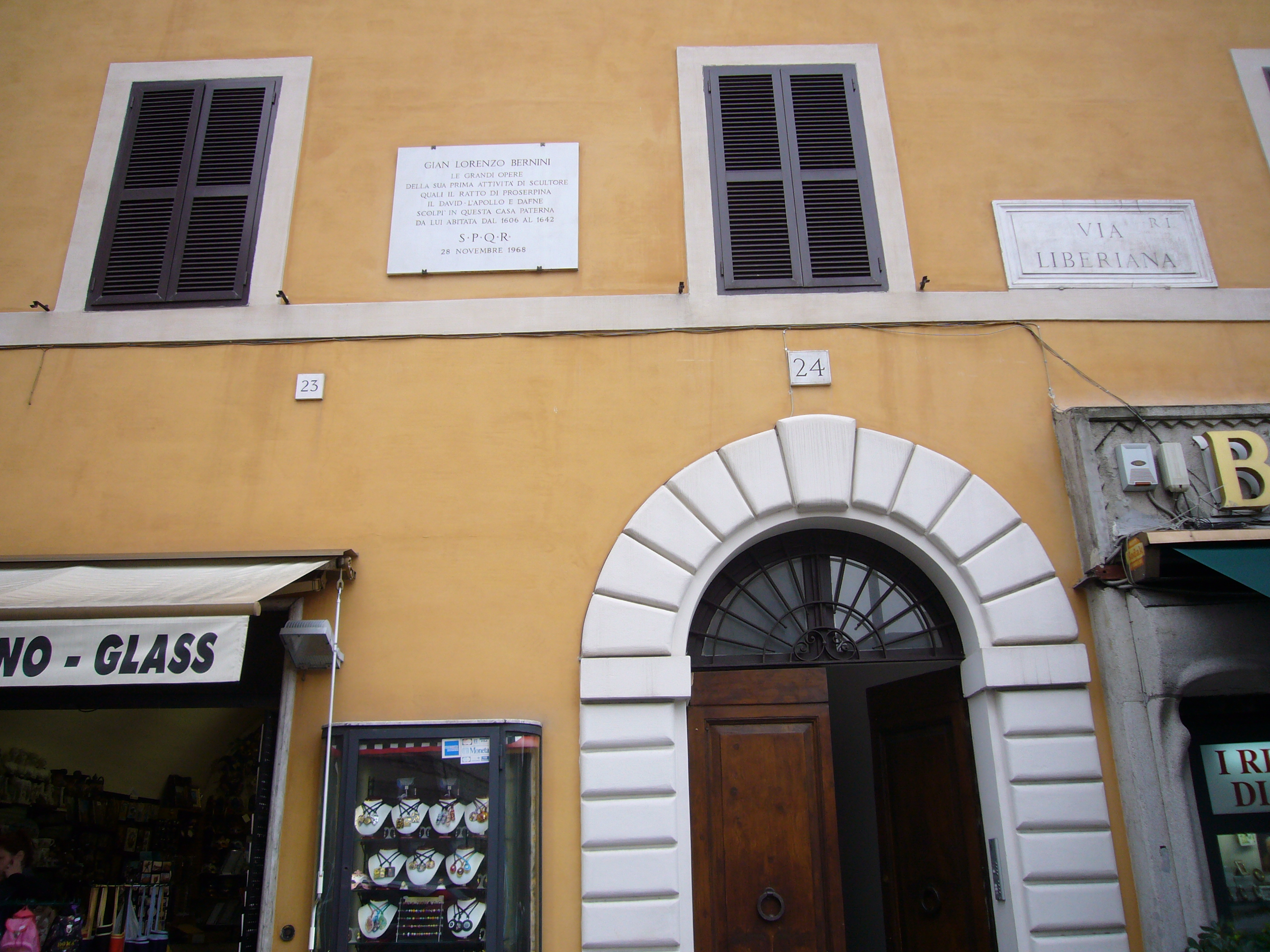
Detalhe da fachada.

Casa Bernini é um palácio localizado na esquina da Via Liberiana (nº 24) com a Via di Santa Maria Maggiore, no rione Monti de Roma, de frente para a abside da Basílica de Santa Maria Maior.

## História
Esta palácio foi construído em 1606 por Pietro Bernini, pai de Gianlorenzo Bernini, que ali viveu até 1642, um fato comemorado por uma placa na fachada: "GIAN LORENZO BERNINI LE GRANDI OPERE DELLA SUA PRIMA ATTIVITÀ DI SCULTORE QUALI IL RATTO DI PROSERPINA · IL DAVID · L'APOLLO E DAFNE SCOLPÌ IN QUESTA CASA PATERNA DA LUI ABITATA DAL 1606 AL 1642  S.P.Q.R. 28 NOVEMBRE 1968". Ela destaca o fato de ter sido ali que Bernini esculpiu algumas de suas obras primas: "O Rapto de Proserpina", "Davi" e "Apolo e Dafne". Este palácio, assim como o vizinho Palazzo Imperiali Borromeo, sofreu uma grande modificação por ocasião do rebaixamento do nível da Via Liberiana: em ambos, o piso subsolo se tornou o piso térreo e o antigo térreo se transformou no piso nobre. O palácio se apresenta em quatro pisos com duas fachadas simétricas na esquina da Via di Santa Maria Maggiore com a Via Liberiana, com três janelas com cornija simples por piso e um portal rusticado que se abre entre várias aberturas comerciais. Na esquina propriamente dita está uma faixa de mármore em estilo art nouveau entre o piso térreo e o piso nobre e uma outra de silhares rusticados do chão até o beiral.